# Mike Figgis
Mike Figgis, właśc. Michael Figgis (ur. 28 lutego 1948 w Carlisle) – brytyjski reżyser filmowy, pisarz i kompozytor.

## Życiorys
Początkowo związał swoje życie z muzyką rozrywkową. W latach 60. i 70. udzielał się w wielu zespołach rockowych; grając m.in. z Bryanem Ferrym. Do 1980 należał do grupy People Show, którą opuścił aby reżyserować sztuki teatralne i filmy. Jako reżyser filmowy zadebiutował w 1988. Największy sukces odniósł w 1995, realizując dramat Zostawić Las Vegas z Nicolasem Cage’em i Elisabeth Shue w rolach głównych. Film przyniósł mu jedyną w karierze nominację do Oscara dla najlepszego reżysera.

## Filmografia (reżyseria)
- Burzliwy poniedziałek (1988)
- Wydział wewnętrzny (1990)
- Mężczyźni i kobiety 2: W miłości nie ma zasad (1991)
- Wychodząc z mroku (1991)
- Mr. Jones (1993)
- Wersja Browninga (1994)
- Zostawić Las Vegas (1995)
- Romans na jedną noc (1997)
- Utracona niewinność seksualna (1999)
- Namiętność panny Julity (1999)
- Rodzina Soprano (1999-2007; serial telewizyjny)
- Hotel (2001)
- Dziesięć minut później – Wiolonczela (2002)
- Niech żyje miłość (2008)